# Trychosis
Trychosis is een geslacht van insecten uit de orde vliesvleugeligen (Hymenoptera) en de familie Ichneumonidae.

## Soorten
- T. albicaligata (Walsh, 1873)
- T. albitarsis (Ciochia, 1973)
- T. ambigua (Tschek, 1871)
- T. anagmus Townes, 1962
- T. apicalis Townes, 1962
- T. atripes (Gravenhorst, 1829)
- T. atrorubens Townes, 1962
- T. cameronii (Dalla Torre, 1902)
- T. coxalis Townes, 1962
- T. cyperia Townes, 1962
- T. depilis Townes, 1962
- T. exulans (Cresson, 1872)
- T. fuscata Townes, 1962
- T. gradaria (Tschek, 1871)
- T. indigna (Kokujev, 1909)
- T. ingrata (Tschek, 1871)
- T. insularis Rossem, 1989
- T. kathrynae Townes, 1962
- T. latidens Townes, 1962
- T. legator (Thunberg, 1822)
- T. maruyamana (Uchida, 1930)
- T. mesocastana (Tschek, 1871)
- T. montivaga (Provancher, 1877)
- T. neglecta (Tschek, 1871)
- T. nigra (Telenga, 1930)
- T. nigripes Townes, 1962
- T. nigriventris (Habermehl, 1918)
- T. pauper (Tschek, 1871)
- T. peratra Townes, 1962
- T. picta (Thomson, 1873)
- T. priesneri Rossem, 1971
- T. reflexa Townes, 1962
- T. samboensis (Uchida, 1930)
- T. sanderi (Dalla Torre, 1902)
- T. semirubra Townes, 1944
- T. sibirica Szepligeti, 1901
- T. similis (Cresson, 1864)
- T. striata (Cameron, 1906)
- T. subgracilis (Cresson, 1864)
- T. sucevensis Constantineanu & Voicu, 1980
- T. suigensis (Uchida, 1930)
- T. sulcata Townes, 1962
- T. tokioensis (Uchida, 1930)
- T. tristator (Tschek, 1871)
- T. yezoensis (Uchida, 1930)